# Orohermes crepusculus
Orohermes crepusculus är en insektsart som först beskrevs av Chandler 1954.  Orohermes crepusculus ingår i släktet Orohermes och familjen Corydalidae. Inga underarter finns listade i Catalogue of Life.